# Cecilia Pérez
Bà Cecilia Pérez Jara là Bộ trưởng Tổng Thư ký Chính phủ Chile trong chính phủ Sebastián Piñera. Giữa 2011 và 2012 cô là một intendant của Santiago Metropolitan Region.